# Ерицян, Армен Генрихович
Арме́н Ге́нрихович Ериця́н (арм. Արմեն  Երիցյան; 25 декабря 1960, Ереван — 13 декабря 2016, там же) — армянский государственный деятель, министр по чрезвычайным ситуациям Армении (2010—2016), генерал-майор полиции.

## Биография
В 1982—1984 гг. — милиционер патрульно-постовой службы, в 1986—1990 гг. — инспектор разрешительной системы.
В 1990 г. он окончил Волгоградскую высшую следственную школу милиции МВД СССР. В 1996 г. — аспирантуру Ереванского государственного университета, в 1999 г. — докторантуру Академии управления МВД России. Доктор юридических наук.
С 1996 г. активно занимался преподавательской деятельностью: преподавал теорию государства и права в Университете им. Ачаряна, во Французском университете г. Еревана, в Ереванском филиале Московского нового юридического института. Автор семи монографий, трех сборников международных нормативно-правовых актов и 35 научных статей.
- 1999—2001 гг. — начальник Главного управления по борьбе с организованной преступностью МВД Армении,
- 2001—2002 гг. — заместитель министра внутренних дел Армении,
- 2002—2008 гг. — заместитель начальника полиции Армении,
- 2008—2010 гг. — первый заместитель начальника полиции Армении,
- 2010—2014 гг. — министр по чрезвычайным ситуациям Армении,
- 2014—2016 гг. — министр территориального управления и по чрезвычайным ситуациям Армении,
- февраль-декабрь 2016 г. — министр по чрезвычайным ситуациям Армении.

Занимался преподавательской деятельностью в Ереванском государственном университете.
Похоронен в Ереванском городском пантеоне.

## Награды и звания
- Орден «За заслуги перед Отечеством» 1 степени (29 декабря 2016 года, посмертно) — за многолетнюю безупречную службу, обеспечение правопорядка, значительный вклад в становление и развитие спасательной службы в Армении, а также неизменную самоотдачу[2].
- Медаль «За отвагу» (2000 год).
- Медаль «За боевые заслуги» (28 декабря 2012 года) — за многолетнюю и плодотворную работу в системе государственного управления Республики Армения, значительный вклад в государственное строительство[3].
- Медали «За безупречную службу» 1, 2 и 3 степени.
- Медали других стран.
- Член Правового совета МВД Армении (с 1996).
- Академик МАНПО (2002 год).